# Saison 2008 des Red Roosters
Lors de la saison 2008 des Liège Red Roosters voit ceux-ci évoluer en Ligue Francophone de Football Américain de Belgique.

## Pré-saison
| Date       | Heure | Club visité        | Club visiteur      | Score |
| ---------- | ----- | ------------------ | ------------------ | ----- |
| 16/12/2007 | 13h30 | Liège Red Roosters | La Louvière Wolves |       |

## Championnat

### Les résultats
| Journée | Date | Heure | Club visité | Club visiteur | Score |
| ------- | ---- | ----- | ----------- | ------------- | ----- |
| 1       |      |       |             |               |       |
| 2       |      |       |             |               |       |
| 3       |      |       |             |               |       |

## Effectif
| Numéro | Joueur | Date de naissance | Lieu de naissance | Nationalité |
| ------ | ------ | ----------------- | ----------------- | ----------- |
|        |        |                   |                   |             |
|        |        |                   |                   |             |